# Oslon
Oslon – miejscowość i gmina we Francji, w regionie Burgundia-Franche-Comté, w departamencie Saona i Loara.
Według danych na rok 1990 gminę zamieszkiwało 799 osób, a gęstość zaludnienia wynosiła 168 osób/km² (wśród 2044 gmin Burgundii Oslon plasuje się na 294. miejscu pod względem liczby ludności, natomiast pod względem powierzchni na miejscu 1250.).